# Realität
Als Realität wird im allgemeinen Sprachgebrauch die Gesamtheit des Realen bezeichnet. Als real gilt zum einen etwas, das keine Illusion ist und nicht von den Wünschen oder Überzeugungen einer einzelnen Person abhängig ist. Zum anderen das, was in Wahrheit so ist, wie es erscheint, bzw. dem bestimmte Eigenschaften „robust“ – also nicht nur in einer Hinsicht und nicht nur vorübergehend – zukommen (→ Authentizität). Realität ist in diesem Sinne somit dasjenige, dem „Bestimmtheit“ zugeschrieben werden kann. Ein intentionales Objekt (z. B. eine Überzeugung, eine Einschätzung, eine Beschreibung, ein Bild, ein Film oder Computerspiel) gilt dann als realistisch, wenn es die Eigenschaften der darzustellenden Wirklichkeit in vielerlei Hinsicht und ohne Verzerrungen wiedergibt (→ Realismus). Manche Positionen unterscheiden allerdings Wirklichkeit und Realität oder betrachten sie zumindest als unterscheidbare Aspekte.
Der Begriff stammt von lateinisch realitas, ‚Wirklichkeit‘; über res, ‚Sache‘, ‚Ding‘, ‚Wesen‘. Der Plural Realitäten als Synonym oder Sammelbegriff für jemandes Immobilien ist heute überwiegend veraltet. Lediglich in Österreich (und gelegentlich, immer seltener, auch im oberdeutschen Dialektraum Süddeutschlands) findet er noch regelmäßig Anwendung.

## Begriff
Ein genaues Verständnis davon, was unter der Realität zu verstehen ist, beruht zum einen auf getroffenen philosophischen Voraussetzungen; dies gilt auch für das Realitätsverständnis der einzelnen Wissenschaften. Für die Naturwissenschaften ist Realität das, was der wissenschaftlichen Betrachtung und Erforschung zugänglich ist. Dinge, die nicht messbar sind – etwa Phänomene, die dem Bereich der Transzendenz oder dem Glauben zuzuordnen sind –, sollen keine Basis für wissenschaftliche Theoriebildung sein. Dabei geht es vor allem um methodisch feststellbare Wechselwirkungen. Inhalte von Vorstellungen, Gefühlen, Wünschen, Wahrnehmungen und ähnlichem gelten zunächst einmal als nicht der Realität zugehörig. Die Identifizierung von Realität und Wirklichkeit ist jedoch nicht unproblematisch (siehe Realismusdebatte). Von Positionen, die sich um eine Unterscheidung bemühen, ist mit dem Begriff „Wirklichkeit“ eine Realität gemeint, die auf Dinge eingeschränkt ist, die in Wechselwirkung zu anderen bereits als real erkannten Dingen stehen. Als Realität wird darüber hinaus alles begriffen, was als Gegenstand des individuellen Bewusstseins aufgefasst werden kann, gerade eben auch Soziale Tatbestände, angenommene spirituelle Gegenstände und sowohl fremde wie eigene Gefühle und Einstellungen, insofern diese nicht auf bloße Willkür zurückgeführt werden können, sondern selbst als unter Regeln stehend vorgestellt werden. Dieser weite Realitätsbegriff, der auch von bestimmten Positionen der Sozialwissenschaften geteilt wird, wird für gewöhnlich jedoch auf verschiedene soziale Kontexte beschränkt: was bspw. in der Logik, vor einem Gericht, bei einem Streitgespräch unter Partnern oder in einer Kirche als real gilt, sind jeweils sehr verschiedene Entitäten, die nur bedingt zur gleichen Zeit für gleichermaßen real gehalten werden können. Generell werden Positionen, die positive Kriterien für die Realität von etwas aufstellen, als „realistisch“ bezeichnet.
Je nach Kontext hat der Realitätsbegriff unterschiedlichen Gehalt. Man kann verschiedene Realitätsbegriffe oder Kriterien für die Realität unterscheiden. Keine dieser Bestimmungen ist jedoch unproblematisch:
| - Eine alle Gegenstände der Außenwelt umfassende Physische Realität. Dabei ist umstritten, - Ob nicht unmittelbar wahrnehmbare Dinge (z. B. elektromagnetische Strahlung, Neutronen) real sind, oder nur theoretische Entitäten, siehe Realismusdebatte. - Ob Bewusstseinsinhalte real sind, oder ob es sich dabei um metaphorische Beschreibungen für neurowissenschaftliche Phänomene handelt, siehe Philosophie des Geistes - Objektivität, dieses Kriterium schließt auch soziale, ästhetische oder historische Gegebenheiten ein. - Hier stellt sich die Frage, ob unter solchen abstrakten Strukturen, die vom menschlichen Denken und Handeln abhängen, Unterschiede bestehen, ob in etwa die Gegenstände der „Idealwissenschaften“ Mathematik bzw. Logik in höherem Maß der objektiven Wirklichkeit entsprechen als etwa Schönheit oder ein historisches Ereignis, ob es auch objektive Werte gibt, siehe Ethischer Realismus, und ob diese Realität mehr als nur vorläufige Gültigkeit beanspruchen kann, siehe Historismus. - Bewusstseinsunabhängigkeit, alle bewusstseinsabhängigen Phänomene wie Farbigkeit, Qualia, und die primären Qualitäten Raum, Zeit und Gestalt sollen von der Realität ausgeschlossen werden, - Auch hier gibt es jedoch eine Debatte über die Schranken des Begriffs, auch im Hinblick auf Absicht, Träume und Empfindungen (zu denen die Qualia gehören). - Faktizität, dabei werden „gegebene“ Sachverhalte im Gegensatz zu nur möglichen und unmöglichen als real ausgezeichnet, siehe Tatsache. - Wahrheit als Kriterium führt zu den Fragen, was der Träger von Wahrheit ist und nach welchem Kriterium diese bestimmt wird. - Gegensatz zur Phantasie oder Einbildung, vgl. Bewusstseinsunabhängigkeit. - Erscheinungsabhängigkeit im Gegensatz zu bloß begrifflicher Bestimmtheit. z. B.: - Der Inhalt des Begriffs Dreieck kann nur am konkreten Beispiel gedacht werden, ebenso wie die Zahl 10 nur als Symbol (Ziffern) oder als Anzahl von zehn Einheiten vorgestellt wird, siehe synthetisches Urteil a priori. - Wesentlichkeit, d. h., es wird ein realer Kern des Seins hinter einer trügerischen Alltagserfahrung des Seienden vermutet, - Ein solcher Realitätsbegriff wird insbesondere in einer Heilsgeschichte oder Positionen der Geschichtsphilosophie vermutet, siehe List der Vernunft, sowie Positionen, die zur Mystik gehören oder ihr nahestehen. - Inhaltlichkeit oder Materialität im Gegensatz zur Formalität, das Konkrete, Nicht-allgemeine, siehe Universalienstreit. - Allgemeines sowohl wie Einzelnes, sofern es begrifflich exakt bestimmt werden kann, siehe Rationalismus. - Erfahrbarkeit bzw. Wahrnehmbarkeit, siehe Empirismus bzw. Sensualismus, - Wobei die Realität abstrakter Regelmäßigkeiten im Empirismus zum Problem wird, siehe Induktionsproblem und im Sensualismus die Existenz von Gegenständen überhaupt (zu Gunsten von Qualia). - Intendierter Sinn einer Äußerung oder einer Handlung, siehe Sinn (Semantik). - Über-individuelle Anerkennung, siehe Sozialkonstruktivismus. - Realität allgemein als dynamische Wirklichkeit: - Real ist, was als Wirkung aus einer realen Ursache hervorgegangen ist (Aristoteles), siehe Kausalität. Hier ergibt sich die Frage nach einer ersten absolute Realität (oder einem unendlichem Regress, siehe Antinomien der reinen Vernunft). |

Abweichend, aber nicht ohne Bezug zum modernen Realitätsbegriff verstand die scholastisch-rationalistische Terminologie bis hin zu Immanuel Kant unter Realität die Kategorie der positiven qualitativen Bestimmtheit. Derjenige Gegenstand, der die maximale Kombination an positiven Bestimmtheiten aufweisen sollte, wurde als ens realissimum bezeichnet. In der Kritik der reinen Vernunft schloss Kant aus, dass Existenz selbst eine qualitative Bestimmung (ein „reales Prädikat“) sei, sondern vielmehr nur das Gegeben-sein in einer Wirklichen Erfahrung, also eine Beziehung zwischen Objekt und Subjekt zum Ausdruck bringt. Infolgedessen taugte die Identifizierung von ens realissimum und Gott nicht länger zu einem ontologischem Gottesbeweis, Kant schlug daher im Abschnitt über „Das transzendentale Ideal“ unter ens realissimum nicht Gott, sondern die Totalität der empirisch erfahrbaren Welt zu verstehen und auch den Pantheismus von Baruch de Spinoza in diesem Sinne zu lesen.

## Philosophie
Die Abgrenzung des Begriffs der Realität ist ein Problem verschiedener Fachgebiete der Philosophie. So beschäftigt sich die Ontologie allgemein mit der Frage, ob es an sich bestehende Realität des Seins gibt, die Erkenntnistheorie mit der Frage, welche Art Realität zugänglich ist und ob sie von subjektiver Einbildung, Irrtum und subjektiver Vermutung abgrenzbar ist, die Wissenschaftstheorie untersucht, unter welchen Umständen eine Theoretische Entität real ist oder nicht, oder ob die Alltagsrealität ganz oder teilweise auf eine bestimmte Klasse von Dingen in Anordnungen, Grundkräften usw. reduziert werden kann. Auch in der Ethik wird gefragt, ob bestimmten Gegenständen in der Welt (oder etwa Personen oder Tieren) reale Werte zukommen bzw. ob objektive ethische Verpflichtungen unabhängig von den Absichten der einzelnen Menschen oder sozialen Konventionen bestehen. In der Logik besteht eine Debatte um die Realität oder Irrealität semantischer Objekte, die nicht mit dem Referenzobjekt eines Zeichens identisch sind (siehe Sinn (Semantik)). Diese Realismusdebatten verbinden oft skeptische oder anti-realistische Positionen mit einem Relativismus, auch wenn Relativismus und Antirealismus nicht deckungsgleich sind.
Der erkenntnistheoretische Realismus ist insofern stärker, als angenommen wird, dass es prinzipiell eine existierende Wirklichkeit gibt, die in irgendeiner Weise auch erkannt werden kann. Über den Grad der Erkennbarkeit gibt es nun wiederum eine Vielzahl höchst unterschiedlicher Auffassungen. Die Gegenposition ist der Solipsismus, der davon ausgeht, dass Realität allein auf geistigen Leistungen beruht und die Existenz einer externen Wirklichkeit verneint.
Schließlich sind die Vertreter des wissenschaftstheoretischen Realismus der Auffassung, dass sich über die Realität Theorien aufstellen lassen, die in gewisser Hinsicht wahr sind. Aus Sicht der analytischen Philosophie hat Michael Dummett diese These so formuliert, dass die Wahrheit einer Aussage unabhängig von der Möglichkeit ihrer Rechtfertigung besteht. Die von Dummett vertretene Gegenthese ist der Antirealismus.

### Philosophiegeschichte
Von der Antike bis zum Mittelalter ist nur die Auseinandersetzung über die Realität von Allgemeinbegriffen (Universalienstreit) bekannt, das heißt, es ist für diese Zeit von einem naiven bzw. allenfalls kritischen Realismus auszugehen. Die Vorstellung einer reinen Konstruktion der Welt im Bewusstsein wie im subjektiven Idealismus Fichtes oder im Radikalen Konstruktivismus heutiger Zeit gab es damals noch nicht. Erst mit der Bewusstseinsphilosophie Descartes’ und der idealistischen Interpretation durch Berkeley (lateinisch esse est percepi „Dasein ist Wahrgenommenwerden“) begann die Realismus-Debatte in der Philosophie. Sie prägte vor allem die Auseinandersetzung zwischen Rationalismus und Empirismus in der Neuzeit, für die Kant eine vermittelnde Position zu finden suchte.
Immanuel Kant bezeichnete die Außenwelt mit dem Begriff der „Dinge an sich“. Dieser Begriff war für ihn ein Grenzbegriff, weil er die Eigenschaften der Außenwelt für den Menschen als nicht erkennbar ansah. In das Bewusstsein gelangen nur von der Außenwelt affizierte Wahrnehmungen, die er Erscheinungen nannte. Da die Erkenntnisweise bei allen Menschen gleich ist, können die Wahrnehmungen intersubjektiv überprüft werden, so dass es auf der Ebene der Erscheinungen ein objektives Wissen gibt.
Die Realität umfasste für Kant aber auch den Bereich des reinen Verstandes und der reinen Anschauungen, die sog. intelligible Welt, die a priori im Menschen liegt. Der Mensch verfügt unabhängig von den Dingen an sich über Anschauungen von Raum und Zeit sowie über Denkstrukturen, die sog. Kategorien, mit denen er die Erscheinungen strukturiert und nach Regeln in Begriffe und Urteile (Aussagen) umwandelt. Auch wenn die Dinge an sich für den Menschen nicht unmittelbar erkennbar sind, müssen sie notwendig angenommen werden, weil sonst keine Anschauungen entstehen können. Auf der anderen Seite bedarf es der menschlichen Begriffsbildung, um eine Realität im Bewusstsein entstehen zu lassen. Darüber hinaus gab es für Kant sog. regulative Ideen, nämlich Gott, die Freiheit und die Seele. Dieses sind absolute Begriffe, die ohne empirische Basis von der Vernunft gebildet werden, weil das Streben nach einer unbegrenzten Erweiterung der Erkenntnis in der Natur des Menschen liegt. Auch diesen reinen Bewusstseinsinhalten sprach Kant in seiner Postulaten – Lehre als gedanklichen Entitäten Realität zu.
Indem die Vertreter des Deutschen Idealismus die Annahme einer Außenwelt (der Dinge an sich) bestritten, kamen sie zu der Auffassung, dass die Wirklichkeit durch ein System des Geistes entsteht. Geist und Natur sind als Einheit zu verstehen, die auf ein absolutes Prinzip zurückzuführen ist wie z. B. das Ich, die Natur oder den Weltgeist. Diese in der Spekulation verhaftete Denkweise war nicht geeignet, positive Beiträge und Reflexionen zu den sich rasant entwickelnden Naturwissenschaften zu leisten. Für den Idealismus, ist die Realität nur von geistigen Leistungen abhängig. Zur gleichen Zeit wurden daher vor allem Positionen, die die Realität der Erfahrung Außenwelt und der darin enthaltenen Gegenstände vertraten, als Realismus bezeichnet. Auf der anderen Seite des Spektrums findet sich der Sensualismus etwa wie bei Ernst Mach, der an einen Solipsismus grenzt.
Eine neue Sicht erhielt die Diskussion in der linguistischen Wende, mit der allein der Sprache Priorität für Fragen der Erkenntnis eingeräumt wurde. In Konsequenz sind die meisten Vertreter der analytischen Philosophie Antirealisten wie herausragend Michael Dummett und Donald Davidson zu nennen sind. In seinem viel diskutierten neopragmatischen Ansatz kommt Richard Rorty zu der Auffassung, dass die Realismus – Debatte letztlich nutzlos ist und statt dieser Frage vielmehr konkrete wissenschaftliche Themen bearbeitet werden sollten.
Gleichsam als Gegenentwicklung zum Idealismus gewann im Positivismus ein stark realistisches Weltbild die Oberhand. Klassischer Vertreter des kritischen Realismus ist Nicolai Hartmann. Die Lösung des kritischen Rationalismus Karl Poppers ist ähnlich. Da Popper aber die Möglichkeit des erkenntnistheoretischen Nachweises einer Außenwelt für nicht gewährleistet hielt, nahm er stattdessen an, dass es pragmatisch sinnvoll ist, die Position des kritischen Realismus für sinnvoll zu halten. In Verbindung mit dem von ihm ausgearbeiteten Fallibilismus spricht man bei Popper daher auch von einem hypothetischen Realismus.
Jean Baudrillard (Agonie des Realen) als Denker des Poststrukturalismus sieht Ende des 20. Jahrhunderts die aktuelle Realität durch eine „Agonie fester Bezüge, Agonie des Realen und Rationalen“ bestimmt, mit dem das Zeitalter der Simulation Einzug hält. Die Geschichte habe sich „zurückgezogen“, einen „Nebel der Indifferenz hinter sich zurücklassend, durchquert zwar von Strömen, aber all ihrer Bezüge entleert“. Baudrillard stellt Theorien der Hyperrealität auf, in der das Zeichen auf Kosten des ursprünglich von ihm Bezeichneten an Macht gewinnt.

### Erkenntnistheorie
In Hinblick auf den erkenntnistheoretischen Realismus werden üblicherweise die folgenden Positionen unterschieden:
- Naiver Realismus: Die Realität ist eindeutig beschreibbar und so beschaffen, wie sie erkannt wird, wenn auch Irrtümer und Erkenntnisfortschritt möglich sind. Diese Position ist angesichts der fortgeschrittenen naturwissenschaftlichen Erkenntnisse kaum noch vorzufinden.
- Kritischer Realismus: Die Realität spiegelt sich zwar über Wahrnehmungen und geistige Leistungen nur als Erscheinungen im Bewusstsein des Menschen wider. Doch gibt es zwischen den realen Gegenständen und den Erscheinungen erkennbare Beziehungen, so dass zum Beispiel zwei Personen, die dasselbe wahrnehmen, auch über dieselbe Erscheinung verfügen. Der kritische Realismus geht von einem Erkenntnisfortschritt aus, das heißt der Annäherung des Wissens an die tatsächlichen Verhältnisse in der Außenwelt.
- Semantischer Realismus: Im semantischen Realismus wird unterstellt, dass es für die Außenwelt eine eindeutige Interpretation gibt.
- Epistemischer Realismus: Die vorstehenden Auffassungen können als epistemischer Realismus zusammengefasst werden. Ihnen gemeinsam ist die Auffassung, dass sinnvolle Aussagen über die Außenwelt gemacht werden können.
- Schwacher Realismus: Es gibt zwar eine Realität und diese steht in gewisser Beziehung zum wahrnehmenden Subjekt, doch dieser Tatbestand lässt keine Rückschlüsse auf die Welt an sich zu. Für den Menschen existiert nur, was für ihn erkennbar ist. Jeder andere Rückschluss ist spekulative Metaphysik. Die Sinne des Menschen werden affiziert (ob nun entsprechend der atomistischen Assoziationspsychologie oder der Gestaltpsychologie ist dabei unerheblich) und es entsteht ein Umwandlungsprozess, der zu den Erscheinungen im menschlichen Bewusstsein führt (Kant oder Kuhn, bei letzterem heißen die Affizierungen Stimuli). Eine Wirklichkeit ohne interpretierende Zeichen ist nicht vorstellbar (Günter Abel). Eine Wirklichkeit ist nach John Hick als experience-as (in etwa „erfahren-als“) vorstellbar.

Nicht ganz in die vorstehende Einteilung passt der Begriff der Repräsentation, bei dem die Erscheinung des Gegenstandes im Bewusstsein als etwas Vermitteltes aufgefasst wird. Dabei reicht das Spektrum der Vorstellungen von Repräsentation von der physischen Abbildung über die Sinnesdaten bis hin zur Isomorphie zwischen Wirklichkeit und Sprache oder auch Zeichen. Die Repräsentationsauffassungen bezeichnet man auch als Phänomenalismen.
Bei der Bewertung der vorgestellten Grundpositionen muss man feststellen, dass sie alle jeweils empirisch nicht belegbar sind, sondern auf mehr oder weniger plausiblen Interpretationen unseres Bewusstseins bzw. unserer Vorstellungen von der Welt beruhen, so dass sie alle ebenso metaphysisch sind wie ein radikaler Skeptizismus.
Der Antirealist hat in dieser Debatte eine relativ leichte Position, da er darauf beharren kann, dass das menschliche Erkenntnisvermögen einen empirischen Nachweis der Außenwelt nicht zulässt. Gegen diese Position spricht allerdings die Plausibilität der Alltagserfahrung, dass offensichtlich alle Menschen ein weitgehend gleichartiges Erleben der Welt haben und die praktische Argumentation der Naturwissenschaften, die mit einer realistischen Weltsicht auf die Erfolge der Forschung verweisen können. Das klassische Beispiel ist die auf der Relativitätstheorie beruhende Voraussage der Ablenkung von Lichtwellen durch Gravitation, die dann durch die Beobachtung von Positionsverschiebungen sehr ferner astronomischer Objekte im Nachhinein bestätigt wurde.

### Wissenschaftstheorie
Um ihrem Selbstverständnis zu genügen, bedürfen die Naturwissenschaften eines Realitätsbegriffs, der Entitäten und die Möglichkeit von Messungen als wahr unterstellt, da ansonsten Regelmäßigkeiten nicht zu beobachten und Prognosen nicht möglich wären. Dabei reicht aber die Möglichkeit der Auffassungen von einem strengen metaphysischen Realismus bis hin zu der Sichtweise, dass die Objekte der Wissenschaft Abstraktionen sind. Bei Aussagen der Wissenschaft über die Realität ist heute kaum noch umstritten, dass
- sie die Wirklichkeit in Symbole (mathematische Zeichen und eine Theoriesprache) übersetzt und
- die wissenschaftlichen Daten aufgrund von Theorien entstehen (theoriebeladen sind) und interpretiert sind.

Dementsprechend kann man vom Gegenstand der Naturwissenschaften ebenso von möglichen Naturen sprechen, wie die Philosophie von möglichen Welten spricht.
Eine besondere Spielart ist der Wissenschaftliche Realismus, der auch nicht beobachtbare Sachverhalte wie Neutronen oder Röntgenstrahlen für etwas Reales hält, weil diese theoretischen Gegenstände empirisch überprüfbare Auswirkungen haben. Ein prominenter Vertreter des Entitätenrealismus ist Ian Hacking, der aber Theorien keine eigenständige Realität zuspricht.
Der wissenschaftliche Alltag (Forschung, Publikationen, Lehre) beschränkt sich heutzutage auf die Anwendung einer Reihe bewährter Methoden. Fragen nach dem Realitätsbezug stellen sich nur an wenigen exponierten Stellen wie zum Beispiel bei Klimamodellen oder der Urknall-Theorie.

## Physik: Realismus und Quantenmechanik
Bei der Interpretation der Quantenmechanik stellte sich verschärft das Problem, den Begriff „Realität“ zu definieren. Denn die zu beobachtenden Objekte stellen sich je nach Experiment unterschiedlich dar, einmal als Teilchen, einmal als Lichtwelle (Welle-Teilchen-Dualismus). Dies führte Einstein, Podolsky und Rosen zu folgendem Kriterium der physikalischen Wirklichkeit:

„Kann man den Wert einer physikalischen Größe mit Sicherheit (das heißt mit der Wahrscheinlichkeit 1) vorhersagen, ohne ein System dabei in irgendeiner Weise zu stören, dann gibt es ein Element der physikalischen Wirklichkeit, das dieser physikalischen Größe entspricht.“

Obwohl diese Definition sehr vorsichtig klingt, scheint sie zu Problemen zu führen, wenn zum Beispiel die Resultate der EPR-Experimente erklärt werden sollen.